# لانگنزولتسباخ
لانگنزولتسباخ (به فرانسوی: Langensoultzbach) یک کمون در فرانسه با جمعیت ۹۹۱ نفر است که در Canton of Wœrth واقع شده‌است.